# Aechmea subg. Pothuava
Pothuava é um subgénero do género Aechmea pertencente à família bromeliáceas.

## Espécies
- Aechmea aciculosa Mez & Sodiro
- Aechmea allenii L.B. Smith
- Aechmea alopecurus Mez
- Aechmea bocainensis E. Pereira & Leme
- Aechmea bruggeri Leme
- Aechmea drakeana André
- Aechmea fraseri Baker
- Aechmea involucrata André
- Aechmea kleinii Reitz
- Aechmea mariae-reginae H. Wendland
- Aechmea nudicaulis (Linnaeus) Grisebach
- Aechmea ornata Baker
- Aechmea pectinata Baker
- Aechmea pineliana (Brongniart ex Planchon) Baker
- Aechmea pseudonudicaulis Leme
- Aechmea roberto-seidelii E. Pereira
- Aechmea squarrosa Baker
- Aechmea subpetiolata L.B. Smith
- Aechmea tonduzii Mez & Pittier ex Mez
- Aechmea triticina Mez
- Aechmea vanhoutteana (Van Houtte) Mez
- Aechmea weberbaueri Harms
- Aechmea wuelfinghoffii E. Gross